# 1999 год в кино

## Самые кассовые фильмы
| Место | Название                                    | Студия       | Мировые кассовые сборы |
| ----- | ------------------------------------------- | ------------ | ---------------------- |
| 1     | Звёздные войны: Эпизод 1 — Скрытая угроза   | Lucasfilm    | $983 600 000           |
| 2     | Шестое чувство                              | Buena Vista  | $672 800 000           |
| 3     | История игрушек 2                           | Buena Vista  | $485 000 000           |
| 4     | Матрица                                     | Warner Bros. | $463 500 000           |
| 5     | Тарзан                                      | Buena Vista  | $448 200 000           |
| 6     | Мумия                                       | Universal    | $415 900 000           |
| 7     | Ноттинг Хилл                                | Universal    | $363 900 000           |
| 8     | И целого мира мало                          | MGM          | $361 800 000           |
| 9     | Красота по-американски                      | DreamWorks   | $356 300 000           |
| 10    | Остин Пауэрс: Шпион, который меня соблазнил | New Line     | $312 000 000           |

## События
В Калифорнии основана компания Red Digital Cinema Camera Company ныне известная как производитель высокопроизводительных цифровых кинокамер RED.

## Фильмы

### Мировое кино
- «69»/เรื่องตลก 69, Таиланд (реж. Пен-Ек Ратанаруанг)
- «Американский пирог»/American Pie, США (реж. Пол Уэйтц и Крис Уэйтц)
- «Бойцовский клуб» /Fight Club, США (реж. Дэвид Финчер)
- «Большой папа» /Big Daddy, США (реж. Деннис Дуган)
- «Власть страха» /The Bone Collector, США (реж. Филлип Нойс)
- «Девственницы-самоубийцы» /The Virgin Suicides, США (реж. София Коппола)
- «Девушка на мосту» / La fille sur le pont, Франция (реж. Патрис Леконт)
- «Девятые врата» /The Ninth Gate, Испания-Франция-США (реж. Роман Полански)
- «Детройт — город рока» / Detroit Rock City, США (реж. Адам Рифкин)
- «Догма» /Dogma, США (реж. Кевин Смит)
- «Дорога на Арлингтон» /Arlington Road, США (реж. Марк Пеллингтон)
- «Жестокие игры» /Cruel Intentions, США (реж. Роджер Камбл)
- «Годзилла: Миллениум» /ゴジラ2000 ミレニアム, Япония (реж. Такао Окавара)
- «Завтрак для чемпионов» /Breakfast of Champions, США (реж. Алан Рудольф)
- «Звёздные войны. Эпизод I: Скрытая угроза» /Star Wars Episode I: The Phantom Menace, США (реж. Джордж Лукас)
- «Зелёная миля» /The Green Mile, США (реж. Фрэнк Дарабонт)
- «Гамера 3: Месть Ирис» /ガメラ3 邪神覚醒, Япония (реж. Сусукэ Канэко)
- «И целого мира мало» /The World Is Not Enough, Великобритания-США (реж. Майкл Эптед)
- «Красота по-американски» /American Beauty, США (реж. Сэм Мендес)
- «Матрица» /The Matrix, США (реж. Лоуренс Вачовски и Эндрю Вачовски)
- «Мужчина по вызову» /Deuce Bigalow: Male Gigolo, США (реж. Майк Митчелл)
- «Пёс-призрак: путь самурая» /Ghost Dog: The Way of the Samurai, США-Япония (реж. Джим Джармуш)
- «Прерванная жизнь» /Girl, Interrupted, США (реж. Джеймс Мэнголд)
- «Парни не плачут»/Boys Don’t Cry, США (реж. Кимберли Пирс)
- «Розетта»/Rosetta, Франция-Бельгия (реж. Жан-Пьер Дарденн, Люк Дарденн)
- «С широко закрытыми глазами» /Eyes Wide Shut, США-Великобритания (реж. Стэнли Кубрик)
- «Сбежавшая невеста» /Runaway Bride, США (реж. Гарри Маршалл)
- «Сладкий и гадкий»  /Sweet and Lowdown, США (реж. Вуди Аллен)
- «Сонная лощина» /Sleepy Hollow, США-Германия (реж. Тим Бёртон)
- «Талантливый мистер Рипли» /The Talented Mr. Ripley, США (реж. Энтони Мингелла)
- «Шестое чувство» /The Sixth Sense, США (реж. М. Найт Шьямалан)
- «Экзистенция» /eXistenZ, Канада, Великобритания (реж. Дэвид Кроненберг)

### Отечественные фильмы и фильмы постсоветских республик

#### Азербайджан
- Как прекрасен этот мир (реж. Эльдар Кулиев)

#### РФ
- «Восемь с половиной долларов», (реж. Григорий Константинопольский)
- «Мама», (реж. Денис Евстигнеев)
- «Ворошиловский стрелок», (реж. Станислав Говорухин)
- «Женская собственность», (реж. Дмитрий Месхиев)
- «Женщин обижать не рекомендуется» (реж. Валерий Ахадов)
- «Зелёный слоник», (реж. Светлана Баско́ва)
- «Кадриль» (реж. Виктор Титов)
- «Криминальное танго», (реж. Дин Махаматдинов)
- «Плачу вперёд!», (реж. Виктор Титов)
- «Русский бунт», (реж. Александр Прошкин)
- «Тонкая штучка» (реж. Александр Полынников)
- «Шахтёры», (реж. Дмитрий Михлеев)

#### Фильмы совместных производителей

##### Двух и более стран
- «Барак», (реж. Валерий Огородников);
- «Лунный папа», (реж. Бахтияр Худойназаров);
- «Молох», (реж. Александр Сокуров);
- «Небо в алмазах», (реж. Василий Пичул);
- «Сибирский цирюльник», (реж. Никита Михалков)

## Телесериалы

### Латиноамериканские сериалы

#### Мексика
- «Ад в раю»
- «Дневник Даниэлы»
- «Лабиринты страсти» (1999—2000)
- «Мне не забыть тебя»
- «Ради твоей любви»
- «Росалинда»
- «Серафин»
- «Три женщины» (1999—2000)
- «Три жизни Софии»
- «Цыганская любовь»

### Российские сериалы
- «Будем знакомы!» (реж. Игорь Шавлак)
- «Д. Д. Д. Досье детектива Дубровского» (реж. Александр Муратов)
- «Простые истины» (реж. Юрий Беленький, Евгений Старков, Вадим Шмелёв)
- «Агент национальной безопасности»
- «Что сказал покойник»

## Награды

### Премия «Оскар» 1999
- Лучший фильм: «Влюблённый Шекспир»
- Лучший режиссёр: Стивен Спилберг — «Спасти рядового Райана»
- Лучший актёр: Роберто Бениньи — «Жизнь прекрасна»
- Лучшая актриса: Гвинет Пэлтроу — «Влюблённый Шекспир»
- Лучший актёр второго плана: Джеймс Коберн — «Скорбь»
- Лучшая актриса второго плана: Джуди Денч — «Влюблённый Шекспир»
- Лучший иностранный фильм: «Жизнь прекрасна»
- Лучший оригинальный сценарий: Марк Норман, Том Стоппард — «Влюблённый Шекспир»
- Лучший адаптированный сценарий: Билл Кондон, Кристофер Брэм — «Боги и монстры»

### 52-й Каннский кинофестиваль
- Золотая пальмовая ветвь: «Розетта»
- Гран-При фестиваля: «Человечность»
- Приз жюри: «Письмо»
- Лучшая режиссёрская работа: Педро Альмодовар — «Всё о моей матери»
- Приз за лучшую мужскую роль: Эммануэль Шотте — «Человечность»
- Приз за лучшую женскую роль: Северин Канеел — «Человечность» и Эмили Декьенн — «Розетта»
- Приз за лучший сценарий: Юрий Арабов и Марина Коренева — «Молох»

### 57-й Венецианский кинофестиваль
- Золотой лев: «Ни на одного меньше»
- Приз за лучшую мужскую роль: Джим Бродбент — «Кутерьма»
- Приз за лучшую женскую роль: Натали Бай — «Порнографические связи»
- Особый приз жюри: «Нас унесёт ветер»

### 49-й Берлинский кинофестиваль
- Золотой медведь: «Тонкая красная линия»
- Серебряный медведь, Гран-При жюри фестиваля: «Дорога домой»
- Серебряный медведь за лучшую режиссёрскую работу: Стивен Фриз — «Страна холмов и долин»
- Серебряный медведь за лучшую мужскую роль: Михаэль Гвиздек — «Ночные тени»
- Серебряный медведь за лучшую женскую роль: Юлиана Кёлер, Мария Шрадер — «Эме и Ягуар»

### 21-й Московский кинофестиваль
- Святой Георгий: «Жажда жизни»

### Кинофестиваль Сандэнс
- Гран-при (драма): «Три сезона»
- Лучший режиссёр (игровое кино): Эрик Мендельсон — «Джуди Берлин»

### Премия «Золотой глобус» 1999
- Лучший фильм (драма): «Спасти рядового Райана»
- Лучший фильм (кинокомедия/мюзикл): «Влюблённый Шекспир»
- Лучший режиссёр: Стивен Спилберг — «Спасти рядового Райана»
- Лучший актёр (драма): Джим Керри— «Шоу Трумана»
- Лучший актёр (кинокомедия/мюзикл): Майкл Кейн — «Голосок»
- Лучший актёр второго плана: Эд Харрис— «Шоу Трумана»
- Лучшая актриса (драма): Кейт Бланшетт — «Елизавета»
- Лучшая актриса (кинокомедия/мюзикл): Гвинет Пэлтроу — «Влюблённый Шекспир»
- Лучшая актриса второго плана: Линн Редгрейв — «Боги и монстры»
- Лучший иностранный фильм: «Центральный вокзал»

### Кинопремия «BAFTA» 1999
- Лучший фильм: «Влюблённый Шекспир»
- Лучший фильм на иностранном языке: «Центральный вокзал»
- Приз имени Дэвида Лина за достижения в режиссуре: Питер Уир — «Шоу Трумана»
- Лучший актёр: Роберто Бениньи — «Жизнь прекрасна»
- Лучшая актриса: Кейт Бланшетт — «Елизавета»
- Лучший актёр второго плана: Джеффри Раш— «Елизавета»
- Лучшая актриса второго плана: Джуди Денч — «Влюблённый Шекспир»

### Critics' Choice Movie Awards 1999
- Лучший фильм: «Спасти рядового Райана»
- Лучший режиссёр: Стивен Спилберг — «Спасти рядового Райана»
- Лучшая актёр: Иэн МакКеллен — «Боги и монстры», «Способный ученик»
- Лучшая актриса: Кейт Бланшетт — «Елизавета»
- Лучший актёр второго плана: Билли Боб Торнтон — «Простой план»
- Лучшая актриса второго плана: Джоан Аллен — «Плезантвиль», Кэти Бейтс — «Основные цвета»
- Лучший анимационный фильм: «Приключения Флика», «Принц Египта»
- Лучший фильм на иностранном языке: «Жизнь прекрасна»

### Премия Гильдии киноактёров США 1999
- Лучшая мужская роль: Роберто Бенниньи — «Жизнь прекрасна»
- Лучшая женская роль: Гвинет Пэлтроу — «Влюблённый Шекспир»
- Лучшая мужская роль второго плана: Робер Дюваль — «Гражданский иск»
- Лучшая женская роль второго плана: Кэти Бейтс — «Основные цвета»
- Лучший актёрский состав: «Влюблённый Шекспир»

### Премия гильдия режиссёров Америки
- Лучший фильм: Стивен Спилберг — «Спасти рядового Райана»

### MTV Movie Awards 1999
- Лучший фильм года: «Все без ума от Мэри»
- Лучший актёр: Джим Керри — «Шоу Трумана»
- Лучшая актриса: Кэмерон Диаз — «Все без ума от Мэри»
- Прорыв года (актёр): Джеймс Ван Дер Бик — «Студенческая команда»
- Прорыв года (актриса): Кэти Холмс — «Непристойное поведение»

### Премия «Сатурн» 1999
- Лучший научно-фантастический фильм: «Армагеддон», «Тёмный город»
- Лучший фильм-фэнтези: «Шоу Трумана»
- Лучший фильм ужасов: «Способный ученик»
- Лучший приключенческий фильм/боевик/триллер: «Спасти рядового Райана»
- Лучший режиссёр: Майкл Бэй — «Армагеддон»
- Лучшая мужская роль: Джеймс Вудс — «Вампиры»
- Лучшая женская роль: Дрю Бэрримор — «История вечной любви»
- Лучшая мужская роль второго плана: Иэн Маккеллен — «Способный ученик»
- Лучшая женская роль второго плана: Джоан Аллен — «Плезантвиль»
- Лучший сценарий: Эндрю Никкол — «Шоу Трумана»

### Премия Европейской киноакадемии 1999
- Лучший европейский фильм: «Всё о моей матери»
- Лучший европейский режиссёр: Педро Альмодовар — «Всё о моей матери»
- Лучший европейский актёр: Рэйф Файнс — «Вкус солнечного света»
- Лучшая европейская актриса: Сесилия Рот — «Всё о моей матери»

### Кинопремия Золотой глобус (Италия) 1999
- Лучший фильм: «Осаждённые»

### Кинопремия «Ника» 1999
- Лучший игровой фильм: «Про уродов и людей»
- Лучший режиссёр: Отар Иоселиани — «Разбойники. Глава VII», Алексей Балабанов — «Про уродов и людей»
- Лучший сценарий: Александр Бородянский, Карен Шахназаров — «День полнолуния»
- Лучший актёр: Владимир Ильин — «Хочу в тюрьму»
- Лучшая актриса: Дина Корзун — «Страна глухих»
- Лучшая роль второго плана: Максим Суханов — «Страна глухих»

### Кинофестиваль «Кинотавр» 1999
- Лучший фильм: «Блокпост»
- Гран-при: «Молох»
- Лучшая мужская роль: Владимир Ильин — «Хочу в тюрьму», Михаил Ульянов — «Ворошиловский стрелок»
- Лучшая женская роль: Елена Руфанова — «Молох»